# Csillagh László (alispán)
Csáfordi Csillagh László Gábor (Bekeháza, Zala vármegye, 1824. április 19. – Bekeháza, Zala vármegye, 1876. december 11.) Zala vármegyei alispán, országgyűlési képviselő, táblabíró, a királyi kúria legfőbb ítélőszéki osztályú bírája, az Igazságügyi minisztérium osztálytanácsosa, a Zalavármegyei Gazdasági Egyesület tagja.

## Családja és származása
A nemesi származású csáfordi Csillagh család sarja. Csillagh László 1824-ben született a bekeházai családi kúriában csárfordi Csillagh Lajos (1789–1860) zalai alispán és nemes Koppány Borbála (1801–1880) fiaként. Apai nagyszülei csáfordi Csillagh Ádám (1739–1798) Zala vármegye főadószedője, első alügyésze, vármegyei számvevő, földbirtokos és a boldogfai Farkas családból származó boldogfai Farkas Anna (1746–1804) voltak. Anyai nagyszülei Koppány József (1753–1818) zalaegerszegi várnagy és hottói Nagy Magdolna (1772–1814) voltak. Csillagh Lászlónak több leánytestvére volt; egyetlen fivére, csáfordi Csillagh Gyula (1829–1904), főhadnagy, vármegye bizottsági tag, földbirtokos.

## Élete
A fiatal Csillagh László jogot végzett; a zalai szabadelvű ifjúság köréhez csatlakozott. A liberális érzelmű Csillagh László, ahogy apja is, az 1845-től listázott zalai önkéntes adózó nemesek között szerepelt Deák Ferenc és több más nemes mellett. 1848. március 21-én elsők között lépett be a zalaegerszegi nemzetőrségbe. Később, már április 2-án hadnaggyá választották, szeptemberben a megyei önkéntes nemzetőrzászlóalj, novemberben pedig az abból szervezett 47. honvédzászlóalj századosa lett. Budavár visszafoglalásánál vett részt jó barátaival, a fiatal Püspöky Grácián, Szladovits Ferenc, Czigány Bertalan és Hertelendy Kálmán honvédekkel együtt. E zászlóaljjal harcolt egészen a világosi fegyverletételig.
Büntetésből közlegényként besorozták a császári hadseregben 1850. február 1-jén, viszont egy év múlva váltságdíj ellenében elengedték. Akkor kezdődött a politikai pályája a megyei közigazgatásában, és 1861-ben az egerszegi járás főszolgabírájává választották. 1865 novemberében másodalispánná választották. Később, 1872-ben a zalaegerszegi kerület országgyűlési képviselőjévé választották, és az Igazságügyi minisztérium osztálytanácsosként dolgozott. 1875-ben a legfelsőbb ítélőszék bírájává ki lett nevezve, de egy évvel később 1876. december 11-én elhunyt.
A bekeházai temetőben nyugszik feleségével együtt.

## Házassága és gyermekei
1856. december 29-én, Andráshidán vette feleségül koronghi és tropóczi Gombosy Judit Karolina (Andráshida, 1827. december 11. – Bekeháza, 1892. január 13.) kisasszonyt, akinek a szülei koronghi és tropóczi Gombossy Pál (1771–1844) táblabíró, földbirtokos és farkaspatyi Farkas Julianna (1789–1847) voltak. Az apai nagyszülei koronghi és tropóczi Gombossy János (1741–1804), földbirtokos és nemes Mészel Krisztina (1735–1803) voltak. Az anyai nagyszülei farkaspatyi Farkas György (1741–1801), táblabíró, földbirtokos, és zétényi Csukás Terézia (1752–1819) voltak. Csillagh László és Gombossy Judit frigyéből született:
- Csillagh Sarolta Paulina Borbála (Bekeháza, 1860. február 26. – Budapest, 1935. november 26.).[10] Férje: iszkázi Árvay Lajos (Zalaegerszeg, 1852. december 31. – Zalaegerszeg, 1924. augusztus 1.) Zala vármegyei alispán felesége.
- Csillagh Kornélia Ilona Zsófia (Bekeháza, 1861. október 14. – Zalaegerszeg, 1884. május 11.), fiatal korában hajadonként hunyt el.[11]
- Csillagh Mária Matild Szidónia (Zalaegerszeg, 1864. március 13. – Budapest, 1906. április 30.).[12] Első férje: iszkázi dr. Árvay István (Zalaegerszeg, 1854. június 4. – Zalaegerszeg, 1887. május 1.) jogász, ügyvéd. Második férje dr. Jakobi Lányi Bertalan (1851–1921) jogász, igazságügyminiszter volt.[13]